# 우리버스
우리버스는 대우여객 계열의 울산광역시 지선버스 운송업체로, 본사는 울산광역시 북구 연암동에 있다.

## 연혁
- 2010년 2월 23일: 울산광역시 남구 무거동에서 울남지선버스 주식회사 설립. 김익기 대표이사 취임. 울산·남성여객의 계열사였다.
- 2011년 10월 7일: 중구 태화동으로 이전.
- 2012년 3월 31일: 김익기 대표이사 사임. 이은습 대표이사 취임.
- 2013년 5월 31일: 현 위치인 북구 연암동으로 이전.
- 2013년 9월 24일: 임용문 대표이사 취임. (2인 대표이사 체제)
- 2015년 9월 1일: 이은습 대표이사 사임. (임용문 단독대표이사 체제)
- 2016년 11월 18일: 김익기, 임용문 공동대표이사 취임.
- 2017년 9월 1일: 임용문 공동대표이사 사임. (김익기 단독대표이사 체제). 울산광역시 북구 호계로에 농소지점 설치.
- 2018년 8월 6일: 농소지점 폐지.
- 이후 울남마을버스와 통합하여 우리버스가 출범하였고, 나중에 대우여객에 인수되어 현재에 이르고 있다.
- 2021년 11월: 플러그인식 전기버스 운행 개시

## 운행 노선

### 지선버스
- 중구1번 : 롯데마트 ↔ 현대백화점
- 중구2번 : 장현동(골드클래스) ↔ 홈플러스 중구점
- 중구3번 : 장현동(골드클래스) ↔ 홈플러스 중구점
- 중구4번 : 진장동(농수산물유통센터정문 ↔ 현대백화점정문)
- 남구4번 : 안영축 ↔ 안영축
- 남구6번 : 상개동 ↔ 개운포역
- 남구12번 : 동문굿모닝힐 ↔ 수필아파트
- 남구13번 : 율리공영차고지 ↔ 율리공영차고지
- 남구49번 : 대경산전 ↔ 대경산전
- 북구7번 : 농수산물유통센터 ↔ 평창리비에르3차
- 북구10번 : 대안 ↔ 활어직판장
- 울주02번 : 율리공영차고지 ↔ 울산하늘공원
- 울주03번 : 작천정 ↔ 작천정
- 울주04번 : 중남초등학교 ↔ 중남초등학교
- 울주05번 : 율리공영차고지 ↔ 덕하공영차고지
- 울주06번 : 망양이편안세상 ↔ 망양이편안세상
- 울주07번 : 율리공영차고지 ↔ 덕하역
- 울주08번 : 덕하공영차고지 ↔ 무궁화아파트

### 마을버스
- 중구 51번 : 성안 ~ 성동
- 중구 53번 : 테크노파크 ~ 홈플러스 중구점
- 중구 54번 : 번영로입구 ~ 함월구민운동장
- 중구 55번 : 번영로입구 ~ 함월구민운동장
- 중구 56번 번영로입구 ~ 함월구민운동장
- 울주 61번 : 하북면행정복지센터 ~ 상방

## 보유 차종
- 현대 E-카운티 디젤
- 현대 카운티 뉴 브리즈 디젤
- 현대 카운티 뉴 브리즈 일렉트릭[1]
- 현대 그린시티
- 자일대우 레스타

## 갤러리

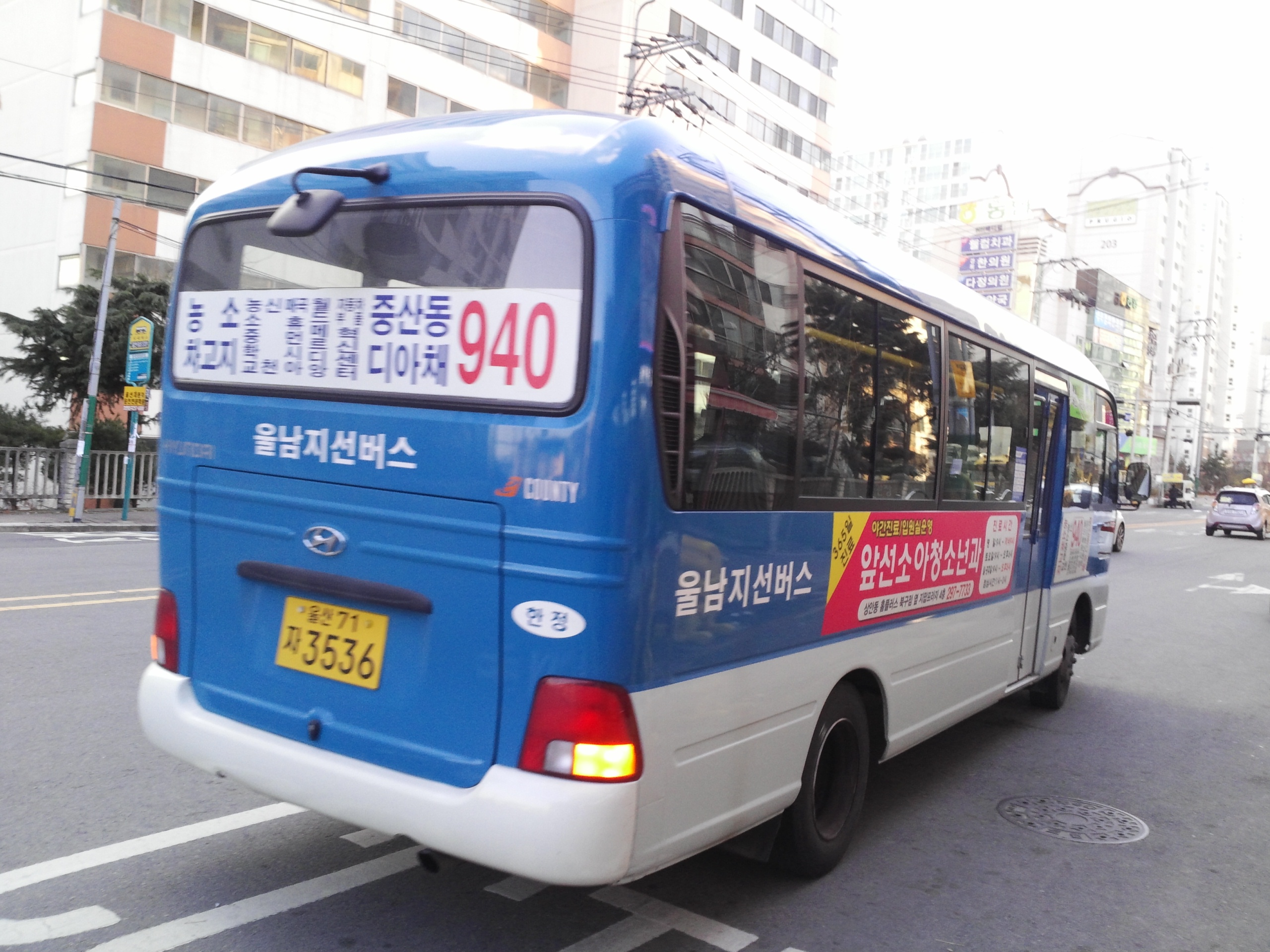
울산지선버스 북구1번